# Атенгильо
Атенгильо (исп. Atenguillo) — посёлок в Мексике, в штате Халиско, входит в состав одноименного муниципалитета и является его административным центром. Численность населения, по данным переписи 2020 года, составила 1583 человека.

## Общие сведения
Название Atenguillo с языка науатль можно перевести как: место у кромки воды.
Поселение было основано в доиспанский период. В нём проживали индейцы куютеко.
В 1525 году регион был завоёван конкистадором Франсиско Кортесом, а Атенгильо стала энкомьендой под управлением Педро Гомеса и Мартина Монхе де Леона.
В 1539 году вождь поселения поднял восстание, которое было подавлено в 1541 году.
Атенгильо расположен в 150 км к западу от столицы штата, города Гвадалахара, на федеральной трассе 70.

## Население
| Год  | Численность | Численность |
| ---- | ----------- | ----------- |
| 2000 | 1575        | [ 7 ]       |
| 2005 | 1582        | [ 8 ]       |
| 2010 | 1547        | [ 9 ]       |
| 2020 | 1589        | [ 10 ]      |